# Сиријус (часопис)
Сиријус је електронски часопис Велике националне ложе Србије који се бави темама везаним за масонерију. Предратна Ложа ″Југославија″ је као своје гласило имала часописе ″Неимар″ и ″Шестар″ .